# OKO (建物)
OKO（ロシア語: ОКО）は、ロシアの超高層ビル。モスクワ・シティの開発事業によって建設された。南棟はヨーロッパにおいて、ともに462mであるラフタ・センターとフェデレーション・タワーに次いで3番目に高い354mである。

## 概要
モスクワシティ16街区に位置する。2棟のタワーから構成される。

## 沿革
- 2011年 - 着工。
- 2015年 - 竣工。